# Lissodema laevipennis
Lissodema laevipennis là một loài bọ cánh cứng trong họ Salpingidae. Loài này được Marseul miêu tả khoa học năm 1876.